# Guivi Sissaouri
Guivi Sissaouri (in georgiano გივი სისაური?; Tbilisi, 15 aprile 1971) è un ex lottatore georgiano naturalizzato canadese, specializzato nella lotta libera.

## Palmarès

### Olimpiadi
- 1 medaglia:
  - 1 argento (Atlanta 1996 nei pesi gallo)

### Giochi panamericani
- 1 medaglia:
  - 1 argento (Santo Domingo 2003 nei 60 kg)